# フーリッシュ・ビート
「フーリッシュ・ビート」（Foolish Beat）は、アメリカ合衆国のシンガーソングライター、デボラ・ギブソンがデビー・ギブソン名義で発表した楽曲。デビュー・アルバム『アウト・オブ・ザ・ブルー』（1987年）の収録曲として発表され、1988年にシングル・カットされて自身初の全米1位を獲得した。

## 解説
『アウト・オブ・ザ・ブルー』収録曲としては唯一、プロデュースもギブソンが単独で担当した曲で、アレンジはギブソンとフレッド・ザールによる。
アメリカではBillboard Hot 100で1位を獲得し、ギブソンは作詞・作曲・プロデュース・歌唱を自分で行った曲で全米1位を獲得した史上最年少のアーティストとなった。また、ビルボードのアダルト・コンテンポラリー・チャートでは8位、ダンス・ミュージック／マキシ・シングル・チャートでは31位に達した。全英シングルチャートでは9位に達し、自身2作目の全英トップ10シングルとなった。
日本では、日本テレビ系ドラマ「太陽の犬」主題歌として、野崎沙穂がカバーし「眠れぬ夜を過ぎて」の曲名で発売された。

## 収録曲
7インチ・シングル（アメリカ盤）
1. Foolish Beat
2. Foolish Beat (Instrumental)

7インチ・シングル（イギリス盤）
1. Foolish Beat
2. Between the Lines

12インチ・シングル（アメリカ盤）
1. Foolish Beat (Extended Mix)
2. Foolish Beat (Instrumental)
3. Only in My Dreams (Dream House Mix)
4. Medley: Out of the Blue / Shake Your Love / Only in My Dreams (Debbie Gibson Mega Mix)

12インチ・シングル（イギリス盤）
1. Foolish Beat (Extended Mix)
2. Between the Lines
3. Shake Your Love (Live)

CDシングル（日本盤）
1. フーリッシュ・ビート - Foolish Beat
2. アウト・オブ・ザ・ブルー - Out of the Blue